# Lagune di Ruidera

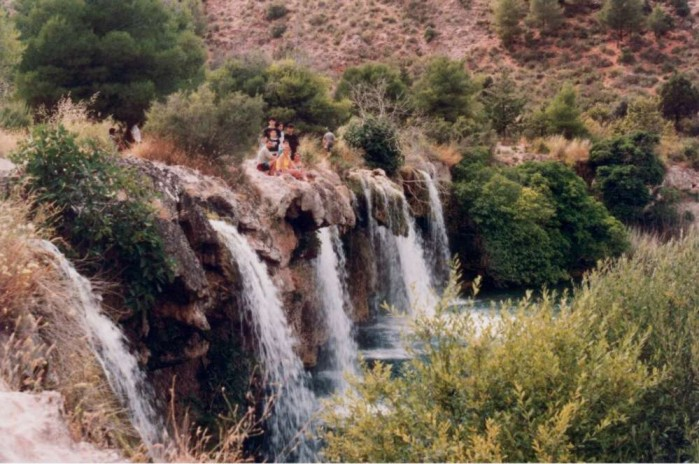
Cascata fra le laguna Santos Morcillo e Batana.

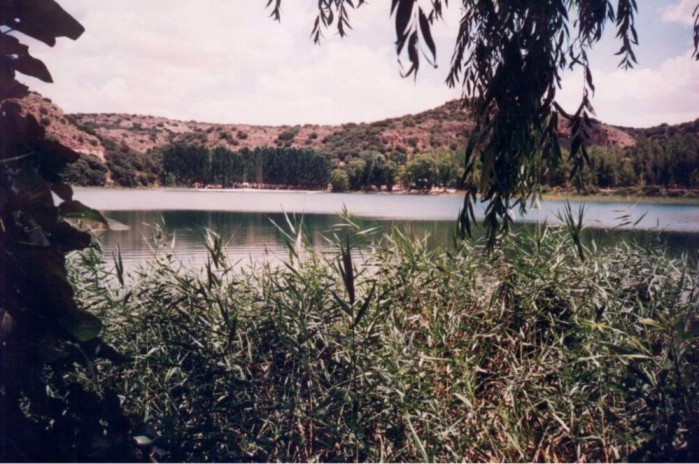
Panoramica della laguna Salvadora vista da Santos Morcillo

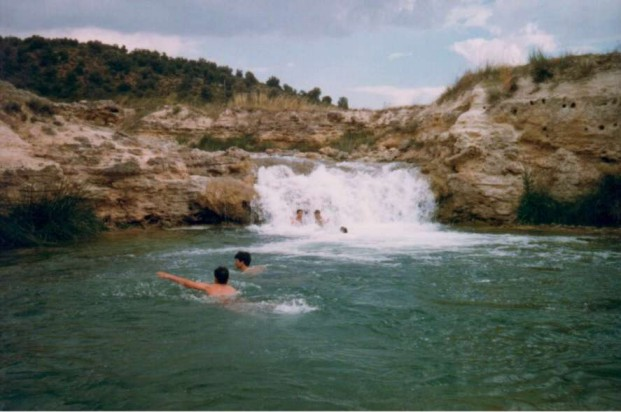
"Plaza de Toros" o "Baño de las Mulas": cascata situata nel corso della corrente del ruscello dalla laguna Tomilla la Tinaja

Le Lagune di Ruidera sono un parco naturale spagnolo situato nella comunità di Castiglia-La Mancia, Spagna, copre i comuni di Ruidera, Argamasilla de Alba e Villahermosa nella provincia di Ciudad Real ed Ossa de Montiel in quella di Albacete.
Il parco è formato da una serie di 15 lagune situate longitudinalmente lungo la valle, separate fra sé da barriere di formazione calcarea (travertino) che formano cascate o ruscelli che collegano ciascuna laguna superiore con la successiva inferiore.
Parte del parco naturale è formata anche dall'invaso di Peñarroya.
All'interno del parco si trova anche il castello di Peñarroya, le rovine del castello di Rocafrida, la famosa grotta di Montesinos dove Cervantes fece passare una notte a Don Chisciotte e la casa del Re nel comune di Ruidera.
A ciascuna laguna è stato dato un nome per identificarle. Risalendo il corso delle acque troviamo nell'ordine:
- Embalse de Peñarroya
- Cenagosa
- Coladilla
- Cueva Morenilla
- Del Rey
- Colgada
- Batana
- Santos Morcillo
- Salvadora
- La Lengua
- Redondilla
- Taza(questa laguna è stata prosciugata per far posto ad un camping)
- San Pedro
- Tinaja
- Tomilla
- Conceja
- Blanca

Da un recente studio sulla volumetria risulta che la capacità massima di tutte le lagune piene corrisponde a circa 23,06 Hm³, superiore a molti invasi di media dimensione presenti in Spagna.
D'altra parte, la portata media, calcolata su più anni, all'altezza del ponte di Ruidera data dalle lagune (incluso il canale di scarico) è di 3,5 m³/s, diminuita negli ultimi anni in modo significativo.
Curiosità:
Le Lagune di Ruidera sono state scenario delle riprese del film di Miguel e William, produzione anglo-ispanica sulla vita di Cervantes e Shakespeare.